# وحيدة (فلم 1944)
وحيدة هو فيلم مصري تم إنتاجه عام 1944، تأليف السيد زيادة وإخراج إبراهيم لاما و بطولة بدر لاما، بدرية رأفت، عبد العزيز محمود، بشارة واكيم.

## فريق العمل
إخراج: إبراهيم لاما
تأليف: السيد زيادة
إنتاج: كوندور فيلم
بطولة:
- بدر لاما
- بدرية رأفت
- عبد العزيز محمود
- بشارة واكيم
- محمود المليجي
- علوية جميل
- حسين عيسى
- عبد المنعم إسماعيل
- السيد بدير
- ليلى حلمي

## وصلات خارجية
- مقالات تستعمل روابط فنية بلا صلة مع ويكي بيانات
- وحيدة على موقع الدهليز
- وحيدة على موقع كاروهات